# Okie Dokie It’s the Orb on Kompakt
Okie Dokie It’s the Orb on Kompakt — седьмой студийный альбом британской электронной группы The Orb, изданный 8 ноября 2005 года на лейбле Kompakt. В него вошли новые материалы, а также новые версии их предыдущих релизов на Kompakt.
Альбом получил положительные отзывы от музыкальных критиков.

## Отзывы
| Оценки критиков | Оценки критиков |
| Источник        | Оценка          |
| --------------- | --------------- |
| AllMusic        | [ 1 ]           |
| Pitchfork       | 7.3/10          |

Okie Dokie It’s the Orb on Kompakt получил положительные отзывы от музыкальных критиков. Энди Келлман из AllMusic отметил, что «Okie Dokie — яркий, стимулирующий пример того, что может произойти, когда новаторы находят вдохновение у более молодых продюсеров, на которых оказали глубокое влияние их работы».
В музыке The Orb на Kompakt главной творческой фигурой был Томас Фельманн, «подавлявший причудливые порывы Алекса Патерсона». Из-за этого альбом был значительно более сфокусированным, ровным и менее «дурацким», чем Cydonia и Bicycles & Tricycles. Фирменные гипнотические петли и задержки Фельманна сделали его центром производства Okie Dokie и, по словам Pitchfork Media, «затруднили определение места [Патерсона] в картине». Помимо Патерсона и Фельмана, в Okie Dokie приняли участие Ульф Ломанн в качестве соавтора одного из треков, а также Шнайдер ТМ, исполнивший вокал в другом треке. Релизы The Orb с Kompakt вернули The Orb большую часть их музыкального авторитета в прессе и показали, что The Orb могут «изящно стареть».

## Список композиций
1. «Komplikation» — 3:55
2. «Lunik TM» (при участии Schneider TM) — 5:50
3. «Ripples» — 5:51
4. «Captain Korma» — 4:13
5. «Kan Kan» — 4:43
6. «Rolo» — 2:36
7. «Beatitude» — 2:43
8. «Cool Harbour» — 5:11
9. «Traumvogel» — 6:24
10. «Because/Before (Sibirische Musik)» (при участии Ulf Lohmann) — 4:40
11. «Tin Kan» — 4:31
12. «Kompagna (Zandic Mix)» — 3:53
13. «Falkenbrück» — 3:29
14. «Snowbow» — 2:16
15. «Edelgrun» — 5:52